# Pseudopsyllo
Pseudopsyllo is een monotypisch geslacht van spinnen uit de  familie van de wielwebspinnen (Araneidae).

## Soort
- Pseudopsyllo scutigera Strand, 1916